# The End of the Innocence
The End of the Innocence är Don Henleys tredje soloalbum, utgivet 1989. Det är hans hittills mest framgångsrika album kommersiellt, och nådde 8:e plats på albumlistan i USA och 17:e i Storbritannien.
Titelspåret nådde framgångar som singel med som bäst en åttondeplats på Billboard Hot 100. Även "The Last Worthless Evening", "The Heart of the Matter", "How Bad Do You Want It?" och "New York Minute" släpptes som singlar, med varierande resultat.
Sångaren Axl Rose från Guns N' Roses gör ett gästframträdande på låten "I Will Not Go Quietly".

## Låtlista
1. "The End of the Innocence" (Don Henley, Bruce Hornsby) - 5:16
2. "How Bad Do You Want It?" (Henley, Danny Kortchmar, Stan Lynch) - 3:47
3. "I Will Not Go Quietly" (Henley, Kortchmar) - 5:43
4. "The Last Worthless Evening" (John Corey, Henley, Lynch) - 6:03
5. "New York Minute" (Henley, Kortchmar, Jai Winding) - 6:37
6. "Shangri-La" (Henley, Steve Jordan, Kortchmar) - 4:55
7. "Little Tin God" (Henley, Kortchmar, J.D. Souther) - 4:42
8. "Gimme What You Got" (Corey, Henley, Lynch) - 6:10
9. "If Dirt Were Dollars" (Henley, Kortchmar, Souther) - 4:34
10. "The Heart of the Matter" (Mike Campbell, Henley, Souther) - 5:24